# باستان‌شناسی و کتاب مورمون
باستان‌شناسی و کتاب مورمون (انگلیسی: Archaeology and the Book of Mormon) از زمان انتشار  کتاب مورمون در سال 1830، باستان‌شناسان  مورمون‌ها تلاش کرده‌اند تا شواهد باستان‌شناسی برای حمایت از آن بیابند. اگرچه مورخ و باستان شناسان این کتاب را اختراع نابهنگام یا زمان‌پریشی  جوزف اسمیت می‌دانند، بسیاری از اعضای  کلیسای عیسی مسیح قدیسان آخرزمان (کلیسای ال‌دی‌اس) و دیگر فرقه‌های جنبش قدیسان آخرالزمان معتقدند که وقایع تاریخی باستانی در قاره آمریکا را توصیف می‌کند.